# Calathea wallisii
Calathea wallisii är en strimbladsväxtart som först beskrevs av Jean Jules Linden, och fick sitt nu gällande namn av Eduard August von Regel. Calathea wallisii ingår i släktet Calathea och familjen strimbladsväxter. Inga underarter finns listade.